# Chorey-les-Beaune
Chorey-les-Beaune là một xã trong tỉnh Côte-d'Or, thuộc vùng Bourgogne-Franche-Comté của nước Pháp, có dân số là 520 người (thời điểm 2002). Xã nổi tiếng vì rượu vang ở đây.

## Nhân khẩu học
| 1962 | 1968 | 1975 | 1982 | 1990 | 1999 |
| ---- | ---- | ---- | ---- | ---- | ---- |
| 372  | 422  | 484  | 503  | 508  | 516  |